# Urashima Takahiro
Takahiro Urashima (浦島 貴大 Urashima Takahiro, sinh ngày 12 tháng 5 năm 1988) là một cầu thủ bóng đá người Nhật Bản thi đấu cho Fujieda MYFC ở vị trí hậu vệ.

## Thống kê câu lạc bộ
Cập nhật đến ngày 23 tháng 2 năm 2016.
| Thành tích câu lạc bộ | Thành tích câu lạc bộ | Thành tích câu lạc bộ | Giải vô địch | Giải vô địch | Cúp                   | Cúp                   | Tổng cộng | Tổng cộng |
| Mùa giải              | Câu lạc bộ            | Giải vô địch          | Số trận      | Bàn thắng    | Số trận               | Bàn thắng             | Số trận   | Bàn thắng |
| Nhật Bản              | Nhật Bản              | Nhật Bản              | Giải vô địch | Giải vô địch | Cúp Hoàng đế Nhật Bản | Cúp Hoàng đế Nhật Bản | Tổng cộng | Tổng cộng |
| --------------------- | --------------------- | --------------------- | ------------ | ------------ | --------------------- | --------------------- | --------- | --------- |
| 2007                  | MIO Biwako Shiga      | JRL                   | 10           | 3            | 2                     | 0                     | 12        | 3         |
| 2008                  | MIO Biwako Shiga      | JFL                   | 22           | 4            | –                     | –                     | 22        | 4         |
| 2009                  | MIO Biwako Shiga      | JFL                   | 29           | 2            | –                     | –                     | 29        | 2         |
| 2010                  | MIO Biwako Shiga      | JFL                   | 31           | 1            | 2                     | 0                     | 33        | 1         |
| 2011                  | Nagano Parceiro       | JFL                   | 7            | 0            | –                     | –                     | 7         | 0         |
| 2012                  | SP Kyoto FC           | JFL                   | 27           | 0            | –                     | –                     | 27        | 0         |
| 2013                  | SP Kyoto FC           | JFL                   | 33           | 8            | 1                     | 0                     | 34        | 8         |
| 2014                  | FC Ryūkyū             | J3 League             | 31           | 3            | 1                     | 1                     | 32        | 4         |
| 2015                  | FC Ryūkyū             | J3 League             | 35           | 2            | 2                     | 1                     | 37        | 3         |
| Tổng                  | Tổng                  | Tổng                  | 225          | 23           | 8                     | 2                     | 233       | 25        |